# Nobody's Heroes
Albums de Stiff Little Fingers
Inflammable Material
(1978) Go for It
(1981)
Nobody's Heroes est le deuxième album du groupe punk rock nord-irlandais Stiff Little Fingers, sorti en 1980.

## Liste des pistes
Tous les morceaux sont composés par Fingers et Gordon Ogilvie ; sauf indication contraire.
Doesn't Make It All Right est une reprise d'une chanson du premier album de Specials, Specials.
| 1.    | Gotta Gettaway            |                                             | 3:37 |
| 2.    | Wait and See              | Jake Burns, Gordon Ogilvie                  | 4:28 |
| 3.    | Fly the Flag              |                                             | 3:46 |
| 4.    | At the Edge               | Fingers                                     | 2:59 |
| 5.    | Nobody's Hero             | Jake Burns, Gordon Ogilvie                  | 4:11 |
| 6.    | Bloody Dub                | Fingers                                     | 3:47 |
| 7.    | Doesn't Make It All Right | Dave Goldberg, Jerry Dammers, Mark Harrison | 5:50 |
| 8.    | I Don't Like You          |                                             | 2:44 |
| 9.    | No Change                 |                                             | 1:56 |
| 10.   | Tin Soldiers              |                                             | 4:46 |
| 38:06 |                           |                                             |      |

La réédition du CD EMI 2001 a ajouté les morceaux suivants :
| No  | Titre                            | Durée |
| --- | -------------------------------- | ----- |
| 11. | Bloody Sunday                    | 3:24  |
| 12. | Straw Dogs                       | 3:30  |
| 13. | You Can't Say Crap on the Radio} | 2:50  |

La réédition comprend également la deuxième partie d'une interview de Jake Burns par Alan Parker, la première partie étant incluse dans la réédition d'Inflammable Material.

## Ventes
| Classements (1980) | meilleure position |
| ------------------ | ------------------ |
| Royaume-Uni        | 8                  |

| Chanson                      | Tableau des singles (1979/80) | Meilleure position |
| ---------------------------- | ----------------------------- | ------------------ |
| "Straw Dogs"                 | Royaume-Uni                   | 44                 |
| "At the Edge"                | Royaume-Uni                   | 15                 |
| "Nobody's Hero/Tin Soldiers" | Royaume-Uni                   | 36                 |

## Personnel
Stiff Little Fingers
- Jake Burns – chant, guitare
- Jim Reilly - batterie
- Henry Cluney – guitare, chœurs
- Ali McMordie – basse

### Technique
- Doug Bennett - producteur
- Laurence Burrage – ingénieure
- Nigel Brooke-Harte - ingénieur
- Andi Banks – directeur de tournée
- Shaun Bradley – équipement
- Agence – cloche
- Geoff Halpin – lettre de motivation
- Brian Cooke – photographie
- Chris Gabrin – photographie
- Mats Lundgren – photographie
- Barry Plummer – photographie